# Bentley Niquet-Olden
Pour les articles homonymes, voir Niquet et Olden (homonymie).
Bentley Niquet-Olden, né le 9 novembre 1998, est un coureur cycliste australien.

## Biographie
Bentley Niquet-Olden découvre sa passion pour le vélo vers l'âge de dix ans. Cycliste semi-professionnel, il exerce le métier de mécanicien à Melbourne lorsqu'il ne participe pas à des compétitions,. Il a également obtenu un diplôme d'économie à l'Institut royal de technologie de Melbourne. 
En 2019, il termine septième du Tour de Selangor, inscrit au calendrier de l'UCI Asia Tour. L'année suivante, il évolue en troisième division avec l'équipe Nero Continental. Cette expérience est toutefois perturbée par la pandémie de Covid-19, qui interrompt une bonne partie du calendrier. 
Il retrouve finalement le niveau continental en 2023 au sein de la formation Oliver´s Real Food Racing, renommée CCACHE x Par Küp. En mars 2024, il se distingue en remportant une étape du Tour de Taïwan, grâce à une échappée victorieuse. Il s'agit de son premier succès obtenu sur une course internationale. 

## Palmarès et résultats

### Palmarès par année
- 2024
  - 3e étape du Tour de Taïwan
  - Grafton to Inverell Classic

### Classements mondiaux
| Année            | 2020 | 2021 | 2022 | 2023 |
| ---------------- | ---- | ---- | ---- | ---- |
| UCI Oceania Tour | 82e  |      |      | 203e |